# 在巴基斯坦維吾爾人
維吾爾人在巴基斯坦是一個外來小族群。

## 維吾爾人遷徙歴史
維吾爾人和烏茲別克人一樣，一些成員居住巴基斯坦北方，巴基斯坦前身英屬印度是他們商團活動地區的一部分。一些維吾爾人在旁遮普邦北方居住和置倉存貨，定期往返喀什噶爾，葉爾羌。另一些人在20世紀40年代出於對共產主義的恐懼，1954年在于闐叛亂失敗幾百人逃到巴基斯坦。在1963年和1974年又出现小型移民潮。
在20世紀80年代開始，巴基斯坦開始成為一個重要的朝覲中轉站，他們有些繼續到沙地阿拉伯與埃及的伊斯蘭學校讀書，但他們不回中國新疆仍留在巴基斯坦。截至2009年，社區領袖估計，他們的總人數有3000人在吉爾吉特，另外2,000人在拉瓦爾品第，100與800人在邊境城鎮蘇斯特的喀喇崑崙公路，其餘遍布該國其他地區。另外100人是住在拉合爾。

## 融入巴基斯坦社會的進程
一些在巴基斯坦的維吾爾人曾是支持疆獨的分裂主義者，中国稱有些東土耳其斯坦伊斯蘭運動成员在拉合爾藏身。在1997年，14名具有中國國籍的維吾爾族學生在巴基斯坦被遞解回中國，他們部分人與伊寧二五事件有關。2009年，在瓦濟里斯坦的另外九個維吾爾人被引渡回中國（被指與本·拉登的基地組織關係密切）。
大多數在巴基斯坦的維吾爾人在經營小生意，近年來他們已經進入了進出口領域。維吾爾商人在巴基斯坦轉售從中國購買的陶瓷，紡織品和其他產品。如今，維吾爾族社區已融入了巴基斯坦社會，異族通婚是常見的，他們多數都講烏爾都語，而不是維吾爾語。然而，一些巴基斯坦本地男子向維吾爾族婦女的調戲行為也偶爾引起緊張。巴基斯坦當地人有時也察覺到部分維吾爾人有些偏執地假定稱“中國間接通過巴基斯坦當局對他們進行迫害”。儘管已然接受巴基斯坦的國籍和福利，部分維吾爾族移民仍聲稱保有中國國籍，並利用“流亡者”身份繼續尋求庇護或遷移到西方國家的機會。
1. ↑  https://dzen.ru/a/Y7nr3SMGQETzz7ag